# Yves Schwartz
Yves Schwartz (Marselha, 8 de setembro de 1942) é um filósofo especialista em análise da atividade de trabalho. É reconhecido como pai da abordagem ergológica (Ergologie, em francês), uma corrente da análise pluridisciplinar de situações do trabalho (ou ergodisciplinas) emergente da Ergonomia Francesa. Em 2011, junto da filosofá e socióloga Dominique Méda e do psiquiatra Patrick Légeron, Schwartz foi responsável pela análise dos resultados da grande pesquisa “Qual o trabalho queremos?” (Quel travail voulons-nous), lançada pela Rádio France e publicada pela editora Les Arènes, em 2012.
Em 9 de outubro de 2017, Yves Schwartz foi condecorado com a cadeira nº 7 da Sessão I (Filosofia), como “membro correspondente” da Academia de Ciências Morais e Políticas, sucedendo François Dagognet.

## Biografia
Yves Schwartz é filho de Daniel Schwartz (estatístico e epidemiologista) e de Yvonne Berr. Irmão de Maxime Schwartz, biólogo e diretor honorário do Institut Pasteur, de Irène Schwartz, autora e ilustradora de livros infantis, de Bertrand Schwartz, de Laurent Schwartz e de Hélène Berr.
Ao término de sua formação na École Normale Supérieure (1963-1967), foi admitido em sua primeira “agregação de filosofia” (concurso instituído em 1825, durante o período da Restauração Francesa), diante de uma banca presidida por Georges Canguilhem. A partir das reflexões canguilhemianas no domínio da Epistemologia da Medicina (O Normal e o Patológico -1943) e da Biologia (O Conhecimento da Vida, 1952), Schwartz propõe uma transposição dessas ideias sob a perspectiva da Ergonomia. No prefácio, Canguilhem apresenta a ideia principal da conexão proposta por Schwartz em sua tese, Experiência e Conhecimento do Trabalho (Expérience et connaissance du travail):
“Atento à distinção entre trabalho prescrito e trabalho real proposta pela Ergonomia, Yves Schwartz se interessa pelo trabalho enquanto vínculo entre o ser humano e seu meio de vida – vínculo não impositivo, mas orientado pelo ser humano. A partir da educação universitária, de suas pesquisas e de sua inserção investigativa nos espaços de trabalho em transformação, Yves esforça-se para evidenciar e testar sua concepção do trabalho enquanto retomada e apropriação das coações do ambiente no exercício das próprias experiências. Em vários momentos repercute-se a ideia: “Jamais um trabalhador permanece diante de sua máquina e pensa: eu faço o que me mandam”. Trata-se de uma outra maneira, dita por um trabalhador, de afirmar: a alienação resulta de uma identificação do trabalho como componente estritamente racionalizado. Fazer, distante daquilo que estava prescrito para fazer, é fazer uso de si, considerar-se ator em contexto microssocial não anulável por operações produtivas”. 
A proximidade com os ergonomistas da escola wisneriana (Alain Wisner), e em particular com Jaques Duraffourg, influenciou a reflexão de Schwartz com enfoque nas pesquisas de campo em análise do trabalho. Na conferência “O que é ser filósofo na França atualmente” (France aujourd'hui?), realizada em 1990, Canguilhem afirma que Yves Schwartz, Jean-Pierre Séris, Georges Friedmann e François Dagognet são representantes da filosofia clássica e engajados no estudo filosófico das questões contemporâneas.

## Aporte Científico
O debate estabelecido entre Louis Althusser (Pour Marx, 1965 - em português, A Favor de Marx) e Lucien Sève (Marxisme et théorie de la personnalité, 1969), no grupo de trabalho interdisciplinar do Instituto de Pesquisas Marxistas, dará origem à publicação coletiva de “Je: sur l’ l'individualité”, em 1987, resultante do diálogo entre Yves Schwartz, Bernard Doray, Yves Clot e Lucien Sève.
Intitulado “Trabalho e Uso de Si” (Travail et usage de soi), a contribuição de Yves Schwartz retoma o conceito canguilhemiano de “normatividade individual” (biológica e social) para defender a ideia que o sujeito do trabalho não é redutível a um ponto de interseção de influências sociais, mas que ele constitui uma “subjetividade sem interioridade” (de acordo com Georges Canguilhem, em 1980), capaz de retrabalhar as normas sociais que o condicionam. Isso conduz, como escreveu Canguilhem, a “validar” os conceitos de Marx “na condição de repensar a relação entre trabalho abstrato e trabalho concreto, ao considerar (no contexto da produção) as normas próprias do ato vivo do trabalho”. Schwartz propõe o conceito de “renormalização” para modelizar o modo no qual o trabalho, irredutível a mera aplicação mecânica de instruções, supõe sempre que a pessoa possa se apropriar da prescrição, personaliza-la ao interpretá-la de acordo com a situação. 
Reconhece-se, assim, que o trabalhador interpreta a instrução para adaptá-la às situações irrepetíveis. Tal constatação implica afirmar a existência de saberes da experiência, que não se limitam apenas ao conhecimento prático (savoir-faire). Eles abarcam uma apreciação mais geral e uma análise da situação específica pelo trabalhador. Posto que tais saberes têm uma natureza diferente daqueles “saberes instituídos” (ou saberes acadêmicos), Schwartz propõe o conceito de “saberes investidos”, uma escolha que Georges Canguilhem comenta nos seguintes termos: 
“Aquilo que aqui se designa por “experiência do trabalho” é o resultado de uma outra relação entre o conceito e a experiência. Não se trata de conceitualizar externamente uma experiência, entendendo-a como objeto. Trata-se de aproveitar os conceitos latentes que fazem do ato do trabalhador uma experiência capaz de falar por si mesma, à sua própria maneira, mas suscetível a uma elucidação crítica”.
No mesmo sentido tratado por Georges Canguilhem, em 1952, “O pensamento do ser humano deve manter viva a ideia do vivido” (La pensée du vivant doit tenir du vivant l’idée du vivant), em 1988 ele reforça: “O conhecimento do trabalho não saberia se abstrair da experiência das forças produtivas” (La connaissance du travail ne saurait donc s'abstraire de l'expérience des forces productives). Analisar o trabalho é, de acordo com essa perspectiva, entender como os indivíduos tentam estabelecer suas “próprias normas” a partir de uma dupla coerção, onde as prescrições entram em conflito, como por exemplo: “Inove, mas não se arrisque”, ou ainda, “Tenha iniciativa, mas respeite os procedimentos”. 
Em 2011, ao lado de Jean-François Braunstein e Jacques Bouveresse, Schwartz coordena a publicação do primeiro tomo de “Obras Completas” (Œuvres completes), de Georges Canguilhem.